# Bezirk Dresden
Der Bezirk Dresden wurde 1952 nach Auflösung der Länder in der Deutschen Demokratischen Republik als einer von insgesamt 14 Bezirken eingerichtet.

## Wappen
Durch die Siegelordnung der DDR vom 28. Mai 1953 verloren alle regionalen Wappen ihre Bedeutung als Marke bzw. Siegel. Jedoch wurden die Wappen der Städte und Kreise weiterhin an Gebäuden oder in Publikationen verwendet, ohne eine amtliche Funktion zu erfüllen. Das in einigen Büchern verwendete Wappen des Bezirkes Dresden zeigt in Wirklichkeit das Wappen der Stadt Dresden. Amtlich war das Siegelwappen der DDR. Erst durch die Kommunalverfassung der DDR vom 17. Mai 1990 konnten Gemeinden und Kreise erstmals wieder ausdrücklich Wappen führen und als Siegel verwenden.

## Verwaltungsgliederung
Der Bezirk umfasste den
1. Stadtkreis Dresden (226 km², 516.200 Einw.)
2. Stadtkreis Görlitz (26 km², 81.400 Einw.)

sowie folgende Kreise:
1. Bautzen (sorbisch Wokrjes Budyšin) (690 km², 126.600 Einw.)
2. Bischofswerda (316 km², 68.500 Einw.)
3. Dippoldiswalde (458 km², 45.700 Einw.)
4. Dresden-Land (357 km², 112.900 Einw.)
5. Freital (314 km², 87.000 Einw.)
6. Görlitz (359 km², 31.200 Einw.)
7. Großenhain (453 km², 42.000 Einw.)
8. Kamenz (sorbisch Wokrjes Kamjenc) (617 km², 61.900 Einw.)
9. Löbau (400 km², 100.500 Einw.)
10. Meißen (506 km², 124.000 Einw.)
11. Niesky (sorbisch Wokrjes Niska) (521 km², 39.900 Einw.)
12. Pirna (521 km², 118.900 Einw.)
13. Riesa (368 km², 100.800 Einw.)
14. Sebnitz (351 km², 54.100 Einw.)
15. Zittau (256 km², 95.300 Einw.)

Mit der Wiedererrichtung der Länder auf dem Gebiet der DDR im Jahre 1990 wurden die Bezirke aufgelöst. Der Bezirk Dresden wurde dem Freistaat Sachsen zugeordnet. 1991 entstanden in Sachsen die Regierungsbezirke Chemnitz, Dresden und Leipzig mit ähnlichem Zuschnitt wie die vormaligen Bezirke.

## Regierungs- und Parteichefs

### Vorsitzende des Rates des Bezirkes
- 1952–1958: Rudi Jahn (1906–1990)
- 1958–1961: Walter Weidauer (1899–1986)
- 1961–1963: Günther Witteck (* 1928)
- 1963–1982: Manfred Scheler (1929–2014)
- 1982–1989: Günther Witteck (* 1928)
- 1989–1990: Wolfgang Sieber (1934–2017)
- 1990–9999: Michael Kunze (* 1944)
- 1990–9999: Siegfried Ballschuh (Regierungsbevollmächtigter)

### Erste Sekretäre derSED-Bezirksleitung
- 1952–1957: Hans Riesner (1902–1976)
- 1957–1960: Fritz Reuter (1911–2000)
- 1960–1973: Werner Krolikowski (1928–2016)
- 1973–1989: Hans Modrow (1928–2023)
- 1989–1990: Hansjoachim Hahn (1934–2022)

## Adressen des Bezirkes
- Bezirksleitung der SED, Devrientstraße 2
- Rat des Bezirks: 8060 Dresden, Dr. Rudolf-Friedrichs-Ufer 2
- Volkspolizei (Bezirksbehörde): 8060 Dresden, Köpckestr.
- Bezirksverwaltung der Staatssicherheit: Bautzner Straße 120
- Staatliche Versicherung (Bezirksdirektion): 8053 Dresden, Prellerstr. 14
- Staatsbank (Bezirksdirektion): 8010 Dresden, Dr.-Külz-Ring 10
- Binnenzollamt: 8010 Dresden, Leningrader Str. 15

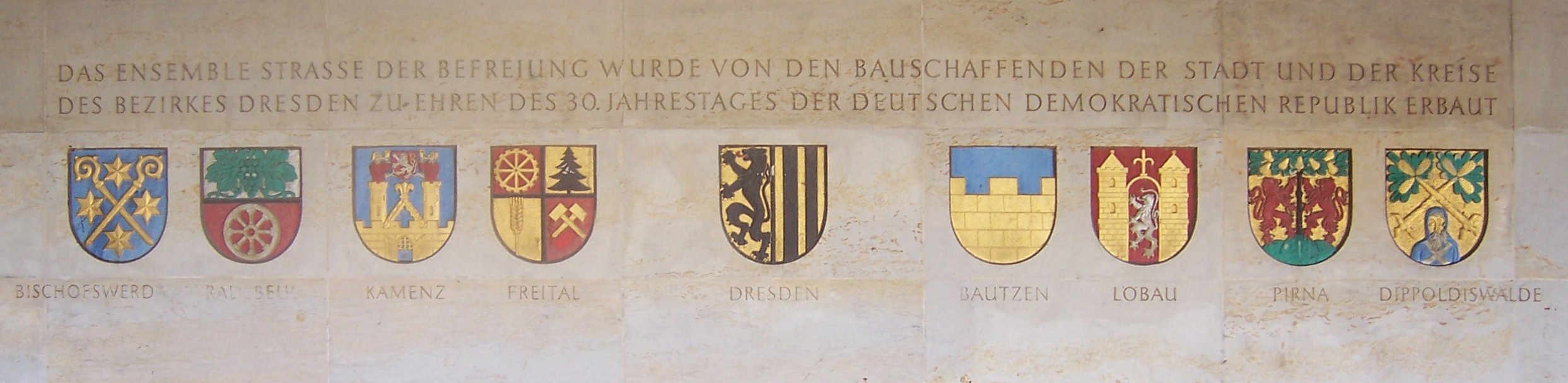
„Straße der Befreiung“: Das Ensemble Straße der Befreiung wurde von den Bauschaffenden der Stadt und der Kreise des Bezirkes Dresden zu Ehren des 30. Jahrestages der Deutschen Demokratischen Republik erbaut. Dargestellt sind die Kreise Bischofswerda, Radebeul, Kamenz, Freital, Dresden, Bautzen, Löbau, Pirna und Dippoldiswalde